# Dissotis pauciflora
Dissotis pauciflora är en tvåhjärtbladig växtart som först beskrevs av John Gilbert Baker, och fick sitt nu gällande namn av Jacq.-fél.. Dissotis pauciflora ingår i släktet Dissotis och familjen Melastomataceae. Inga underarter finns listade i Catalogue of Life.